# Худайбергенов, Джузумкул Кадыркулович
Джузумкул Кадыркулович Худайбергенов (10 октября 1913 - 3 марта 1986 года) - советский учёный-зоотехник, первый ректор Кыргызского сельскохозяйственного института им. К.И.Скрябина, партийный и общественный деятель.

## Биография
Родился в селе Эркин-Сай Семиреченской области Российской империи (позднее Панфиловского района Киргизии) в семье крестьянина-бедняка. Подростком Джузумкул воспитывался в Токмокском доме-интернате, где рос вместе с будущими поэтами Алыкулом Осмоновым и Абдрасулом Токтомушевым. В 1927-1929 годах учился во Фрунзенском сельскохозяйственном техникуме, в 1932-1937 - получил высшее образование в только что организованном Фрунзенском зооветинституте. Как первый выпускник, с отличием закончивший институт и получивший специальность ученого-зоотехника по путёвке Киргизского Народного Комиссара по Земледелию был направлен в Ак-Талинский район старшим зоотехником. В скором времени Худайбергенова назначают на руководящие должности - заместителем Наркома Земледелия Киргизской ССР, инструктор с/х отдела ЦК КП (б) Киргизии, заведующий с/х отдела ЦК КП Киргизии. Член КПСС с 1940 года, слушатель высшей партийной школы.
В годы Великой Отечественной войны, несмотря на бронь ЦК, ушёл добровольцем на фронт. Он воевал в составе 4-го Украинского и 3-го Белорусского фронтов командиром батареи 2-й Гвардии артиллерийской дивизии. Был тяжело ранен, вернулся в августе 1945 года.
В послевоенные годы работал в аппарате ЦК КП Киргизской ССР заведующий сельхозотделом. В 1950 году утвержден в должности секретаря Джалал-Абадского обкома КП Киргизии. В 1953 году назначен директором, а затем стал первым ректором Кыргызского сельскохозяйственного института им. К.И.Скрябина. В период его работы ректором СХИ был построен главный корпус Института, кстати, диплом Чингиза Айтматова был выдан за его подписью. С 1962 года руководил Сокулукским опытным хозяйством - СОХ КиргНИИЖВ (Племенное хозяйство, совхоз им. Фрунзе). С 1972 года - персональный пенсионер республиканского значения.
За трудовые и боевые заслуги перед отечеством был награждён шестью орденами: Красной Звезды, Отечественной войны 2-й степени и четырьмя орденами «Знак почета», - а также множеством медалей и почетных грамот Президиума Верховного Совета СССР и Киргизской ССР. Неоднократно избирался депутатом разных созывов (с 1953 по 1971 годы)
Представлял сельскохозяйственную науку Киргизии на ВДНХ СССР, а также за рубежом (Бельгия,1956; Индия, 1961).